# Moulle
Moulle est une commune française située dans le département du Pas-de-Calais en région Hauts-de-France. Ses habitants sont appelés les Moullois. La commune est membre de la communauté d'agglomération du Pays de Saint-Omer.
La commune se trouve dans le parc naturel régional des Caps et Marais d'Opale.

## Géographie

### Localisation
Localisée dans le nord-est du département du Pas-de-Calais, Moulle est une commune située, à vol d'oiseau, à 7 km au nord-ouest de la commune de Saint-Omer (aire d'attraction et chef-lieu d'arrondissement).
Le territoire de la commune est limitrophe de ceux de trois communes.
Les communes limitrophes sont Houlle, Moringhem et Serques.

### Géologie et relief
La superficie de la commune est de 5,39 km2 ; son altitude varie de 0  à   72 mètres.

### Hydrographie
Le territoire de la commune est situé dans le bassin Artois-Picardie.
Moulle comprend 47 ha du marais audomarois.
La commune est traversée par la rivière Houlle qui prend sa source dans la commune et forme la limite nord du territoire communal. Elle se jette dans l'l'Aa dans la commune de Watten,.

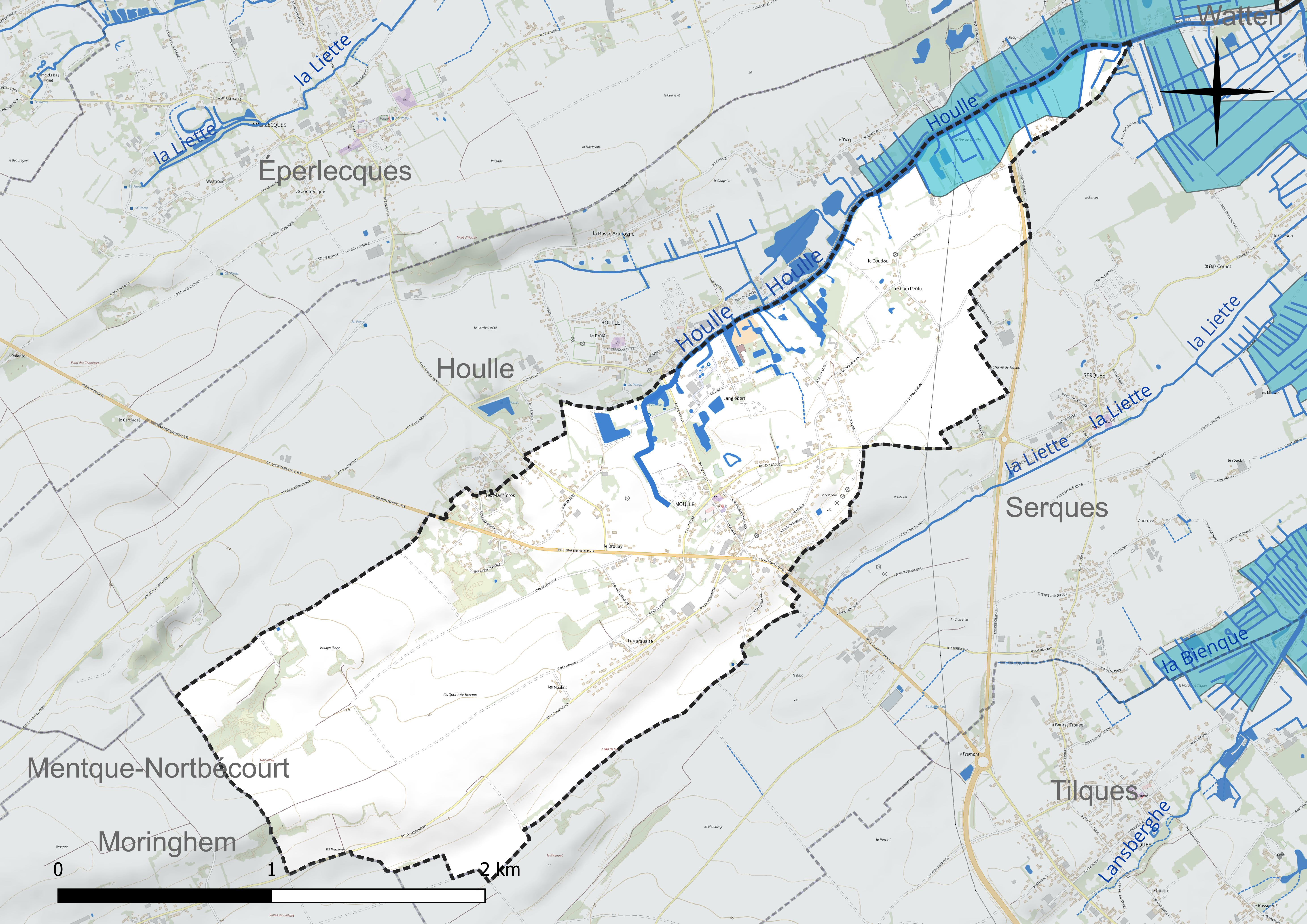
Carte hydrographique de la commune.

### Climat
Pour des articles plus généraux, voir Climat des Hauts-de-France et Climat du Nord-Pas-de-Calais.
En 2010, le climat de la commune est de type climat océanique franc, selon une étude du CNRS s'appuyant sur une série de données couvrant la période 1971-2000. En 2020, Météo-France publie une typologie des climats de la France métropolitaine dans laquelle la commune est exposée à un climat océanique et est dans la région climatique Côtes de la Manche orientale, caractérisée par un faible ensoleillement (1 550 h/an) ; forte humidité de l’air (plus de 20 h/jour avec humidité relative > 80 % en hiver), vents forts fréquents.
Pour la période 1971-2000, la température annuelle moyenne est de 10,5 °C, avec une amplitude thermique annuelle de 13,6 °C. Le cumul annuel moyen de précipitations est de 848 mm, avec 12,8 jours de précipitations en janvier et 7,9 jours en juillet. Pour la période 1991-2020, la température moyenne annuelle observée sur la station météorologique la plus proche, située sur la commune de Watten à 6 km à vol d'oiseau, est de 11,3 °C et le cumul annuel moyen de précipitations est de 822,8 mm,. Pour l'avenir, les paramètres climatiques de la commune estimés pour 2050 selon différents scénarios d'émission de gaz à effet de serre sont consultables sur un site dédié publié par Météo-France en novembre 2022.

### Milieux naturels et biodiversité

#### Espaces protégés et gérés
La protection réglementaire est le mode d'intervention le plus fort pour préserver des espaces naturels remarquables et leur biodiversité associée.
Dans ce cadre, la commune fait partie de plusieurs espaces protégés : 
- le parc naturel régional des Caps et Marais d'Opale, d’une superficie de 132 499 ha réparties sur 154 communes, géré par le syndicat mixte d'aménagement et de gestion du parc naturel régional des caps et marais d'Opale[13].
- le marais audomarois avec :
  - la réserve de biosphère, zone centrale, d'une superficie de 1 154 ha, géré par le syndicat mixte du parc naturel régional des Caps et marais d'Opale et la communauté d'agglomération du Pays de Saint-Omer (CAPSO)[14],
  - la réserve de biosphère, zone tampon, d'une superficie de 3 082 ha, géré par le syndicat mixte du parc naturel régional des Caps et marais d'Opale et la communauté d'agglomération du Pays de Saint-Omer[15],
  - la réserve de biosphère, zone de transition, d'une superficie de 18 303 ha, géré par le syndicat mixte du parc naturel régional des Caps et marais d'Opale et la communauté d'agglomération du Pays de Saint-Omer[16],
  - la zone humide protégée par la convention de Ramsar, d'une superficie de 3 737 ha[17].

#### Zones naturelles d'intérêt écologique, faunistique et floristique
L'inventaire des zones naturelles d'intérêt écologique, faunistique et floristique (ZNIEFF) a pour objectif de réaliser une couverture des zones les plus intéressantes sur le plan écologique, essentiellement dans la perspective d'améliorer la connaissance du patrimoine naturel national et de fournir aux différents décideurs un outil d'aide à la prise en compte de l'environnement dans l'aménagement du territoire.
Le territoire communal comprend une ZNIEFF de type 1 : les marnières de Houlle et de Moulle, d’une superficie de 33 ha et d'une altitude variant de 35  à   80 mètres. Ce site est constitué de deux anciennes zones d’exploitation des craies marneuses du Turonien supérieur.
et une ZNIEFF de type 2 : le complexe écologique du marais Audomarois et de ses versants, d'une superficie de 12 177 ha. Cette ZNIEFF est un élément de la dépression préartésienne, drainé par l'Aa, le marais Audomarois est un golfe de basses terres bordé à l'Ouest par la retombée crayeuse de l'Artois et à l'Est par les collines argileuses de la Flandre intérieure.

Carte des ZNIEFF de type 1 et 2 sur la commune
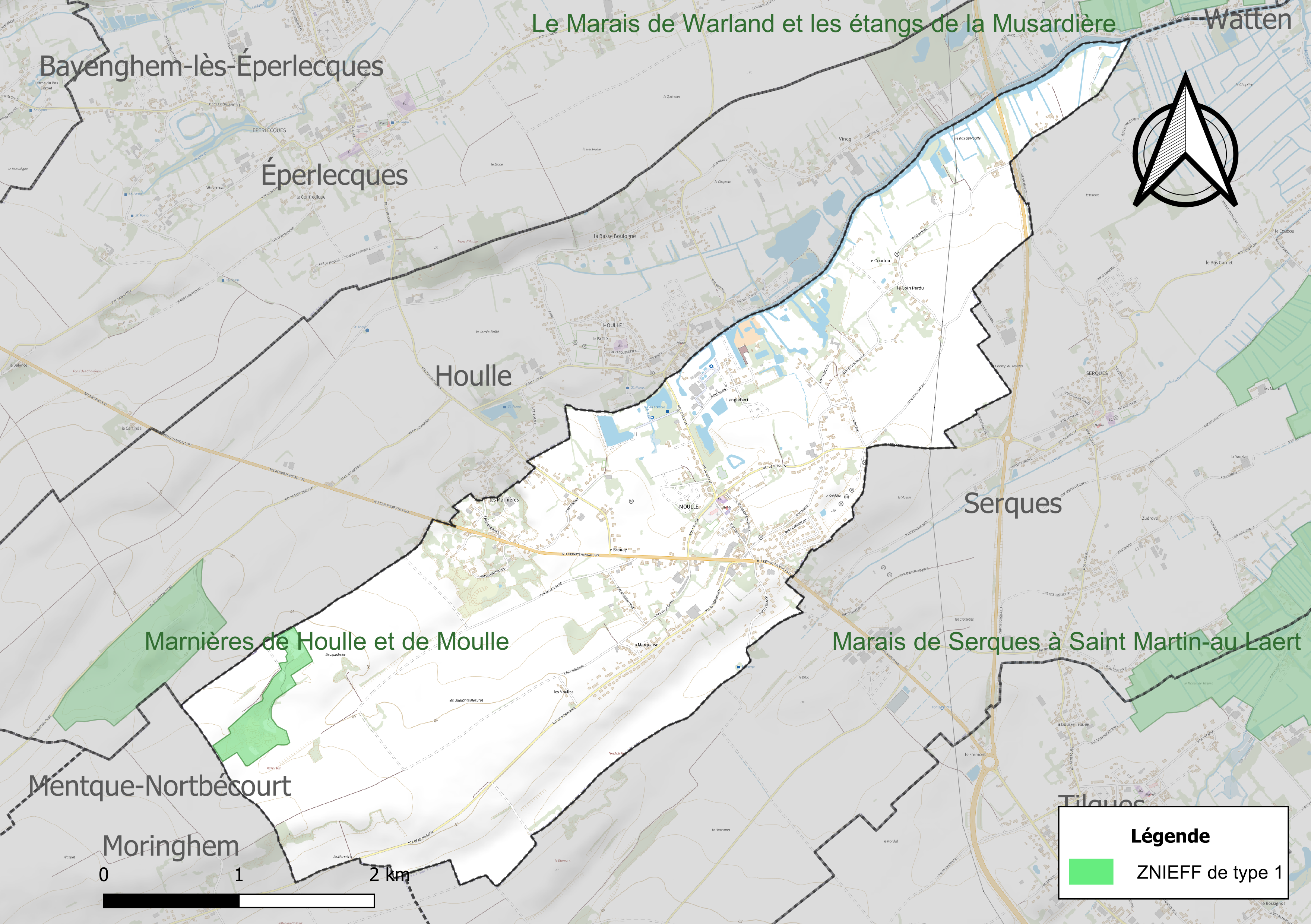
Carte de la ZNIEFF de type 1 sur la commune.
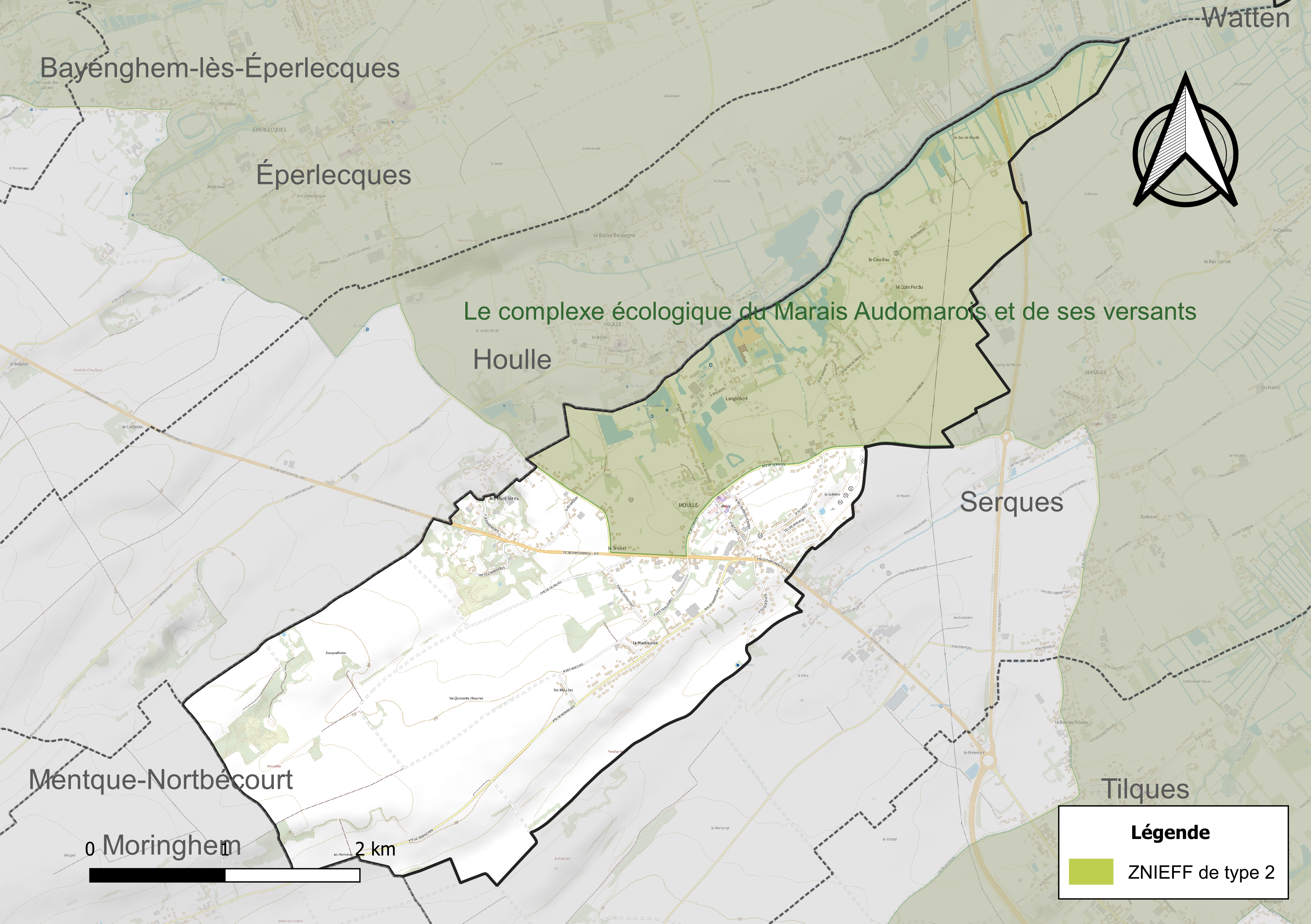
Carte de la ZNIEFF de type 2 sur la commune.

#### Site Natura 2000
Le réseau Natura 2000 est un réseau écologique européen de sites naturels d'intérêt écologique élaboré à partir des directives « habitats » et « oiseaux ». Ce réseau est constitué de zones spéciales de conservation (ZSC) et de zones de protection spéciale (ZPS). Dans les zones de ce réseau, les États Membres s'engagent à maintenir dans un état de conservation favorable les types d'habitats et d'espèces concernés, par le biais de mesures réglementaires, administratives ou contractuelles.
Sur la commune, un site Natura 2000 de type B est défini en site d'importance communautaire (SIC) : les prairies, marais tourbeux, forêts et bois de la cuvette audomaroise et de ses versants, d'une superficie de 563 ha.

#### Espèces faunistiques et floristiques
L’Inventaire national du patrimoine naturel (INPN) recense plusieurs espèces faunistiques et floristiques sur le territoire de la commune dont certaines sont protégées et d’autres menacées et quasi-menacées.

## Urbanisme

### Typologie
Au 1er janvier 2024, Moulle est catégorisée bourg rural, selon la nouvelle grille communale de densité à sept niveaux définie par l'Insee en 2022.
Elle appartient à l'unité urbaine de Saint-Omer, une agglomération inter-départementale regroupant 23  communes, dont elle est une commune de la banlieue,,. Par ailleurs la commune fait partie de l'aire d'attraction de Saint-Omer, dont elle est une commune de la couronne,. Cette aire, qui regroupe 79 communes, est catégorisée dans les aires de 50 000 à moins de 200 000 habitants,.

### Occupation des sols

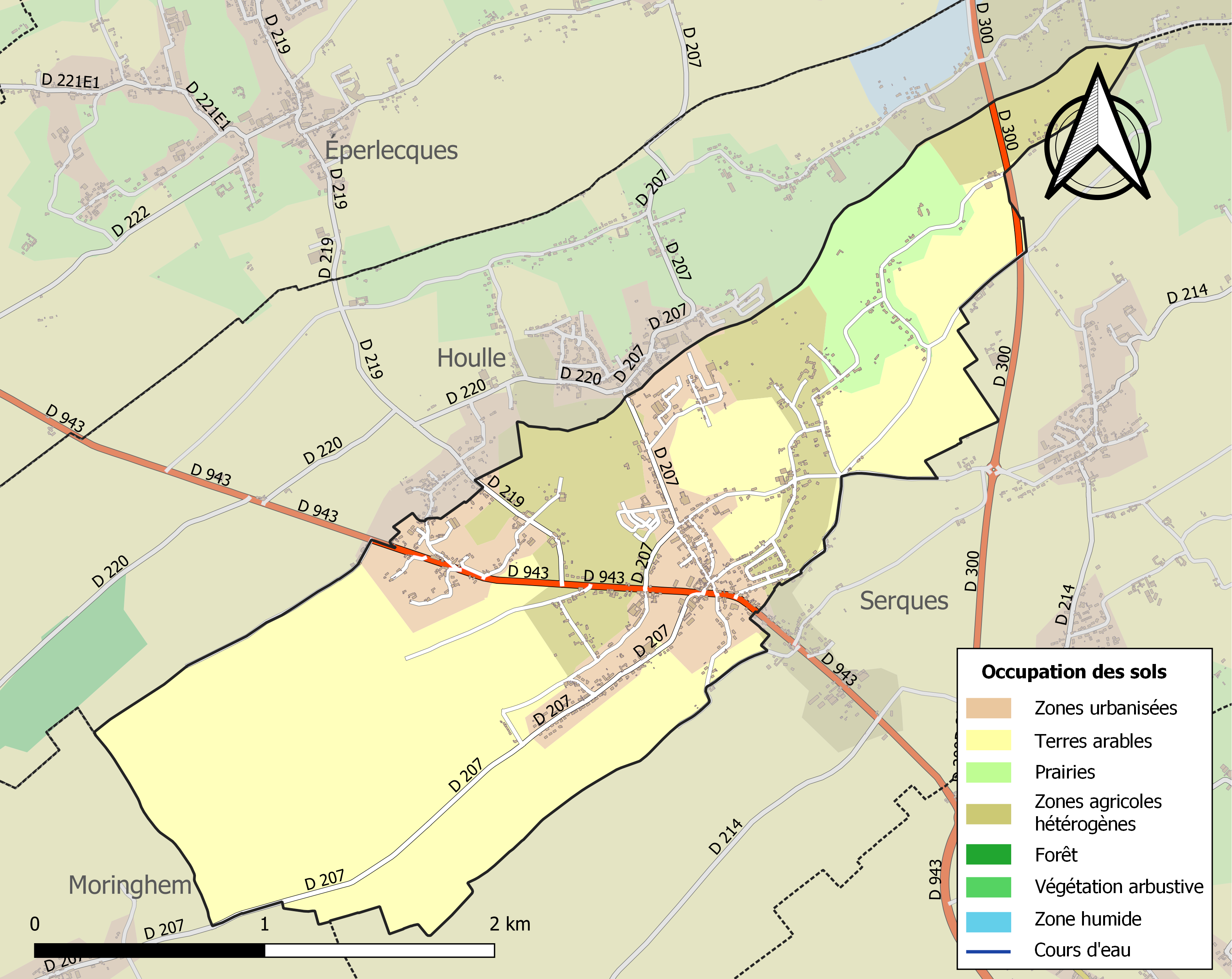
Carte des infrastructures et de l'occupation des sols de la commune en 2018 (CLC).

L'occupation des sols de la commune, telle qu'elle ressort de la base de données européenne d’occupation biophysique des sols Corine Land Cover (CLC), est marquée par l'importance des territoires agricoles (85,2 % en 2018), en diminution par rapport à 1990 (88,9 %). La répartition détaillée en 2018 est la suivante : 
terres arables (58,7 %), zones agricoles hétérogènes (19,5 %), zones urbanisées (14,8 %), prairies (7 %). L'évolution de l’occupation des sols de la commune et de ses infrastructures peut être observée sur les différentes représentations cartographiques du territoire : la carte de Cassini (XVIIIe siècle), la carte d'état-major (1820-1866) et les cartes ou photos aériennes de l'IGN pour la période actuelle (1950 à aujourd'hui).

### Habitat et logement
En 2020, le nombre total de logements dans la commune était de 494, alors qu'il était de 466 en 2015 et de 386 en 2010.
Parmi ces logements, 92,8 % étaient des résidences principales, 1 % des résidences secondaires et 6,1 % des logements vacants. Ces logements étaient pour 97,5 % d'entre eux des maisons individuelles et pour 1,8 % des appartements.
Le tableau ci-dessous présente la typologie des logements à Moulle en 2020 en comparaison avec celle du Pas-de-Calais et de la France entière. Une caractéristique marquante du parc de logements est ainsi la faible proportion des résidences secondaires et logements occasionnels (1 %) par rapport au département (6,5 %) et à la France entière (9,7 %).
| Typologie                                               | Moulle | Pas-de-Calais | France entière |
| ------------------------------------------------------- | ------ | ------------- | -------------- |
| Résidences principales (en %)                           | 92,8   | 86,1          | 82,1           |
| Résidences secondaires et logements occasionnels (en %) | 1      | 6,5           | 9,7            |
| Logements vacants (en %)                                | 6,1    | 7,5           | 8,2            |

### Voies de communication et transports

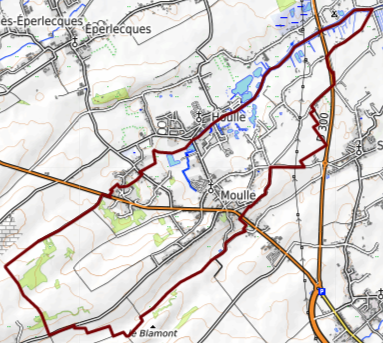
Carte topographique et des infrastructures de transport de la commune.

La commune est desservie par l'ancienne route nationale 43 (actuelle RD 943) qui la relie à Saint-Omer et Ardres puis Calais.
La RD 300 passe dans le nord du territoire communal.

### Risques naturels et technologiques

#### Risque inondation
À la suite du passage des tempêtes Ciarán, Domingos et Elisa et des inondations et coulées de boue qui se sont produites, la commune est reconnue, par arrêté du 14 novembre 2023, en état de catastrophe naturelle pour inondations et coulées de boue sur la période du 2 au 12 novembre 2023, comme 179 autres communes du département.

## Toponymie

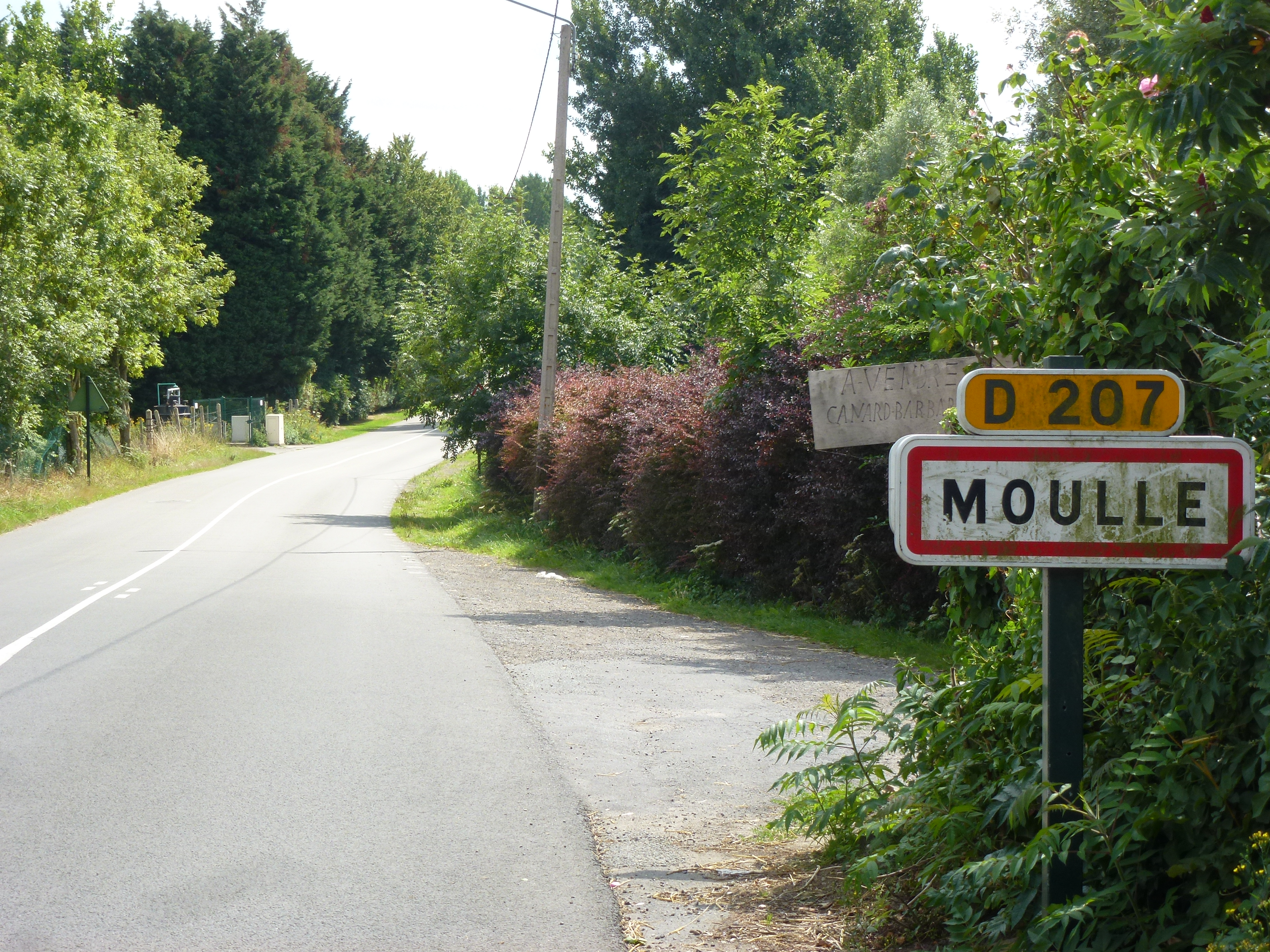

Le nom de la localité est attesté sous les formes Monela en 1087 ; Monella en 1119 ; Munela en 1140 ; Molena en 1157 ; Monele en 1159 ; Mulna en 1175 ; Moule en 1175 ; Hostermonla en 1193 ; Moula en 1200 ; Molle en 1223 ; Mousle en 1243 ; Molne en 1255 ; Moulne en 1304 ; Moulle en 1356 ; Moulle en 1793 et 1801.
Formation toponymique à rapprocher de celle de la commune voisine, Houlle, et qui provioendrait du  flamand « meulen » signifiant « moulin ».
La commune porte le nom de Monnie en flamand.

## Histoire

### Moyen Âge
En 1242, plusieurs dignitaires ecclésiastiques attestent la cession à l'église de Thérouanne (le chapitre de chanoines) de la dîme de Mousles (Moulle) faite par Guillaume, bailli de Fauquembergues et approuvée par l'évêque de Thérouanne.

### Temps modernes
En juillet 1733, sont émises à Compiègne, des lettres royales érigeant en comté les terres de Moulle, où réside Christophe Louis de Beauffort (famille de Beauffort), la seigneurie de Houlle et de Busschure (sans doute Buysscheure), tenues du château de Saint-Omer sous dénomination de comté de Beauffort. En échange, Christophe Louis s'engage à donner la terre et le comté de Croix qu'il possède également et dont il avait hérité sous la condition d'en prendre le nom et les armes, à un de ses cadets qui en portera le nom et les armes pour que la donation de comté de Croix ait son effet.
Sous l'Ancien Régime, le village fait partie de la province d'Artois, du conseil d'Artois, du bailliage de Saint-Omer, et est régi par la coutume Artois (ainsi que par la coutume particulière de Saint-Omer bailliage). Sur le plan religieux, la paroisse Saint Nicolas dépend du diocèse de Saint-Omer.

### Époque contemporaine
Le château de Moulle, situé à l'emplacement de l'actuel camping, a été utilisé comme hôpital militaire anglais durant la Première Guerre mondiale, pouis démoli en 1920. Les chroniques rapportent que ce château dit « du Vert Manoir » comportait 52 portes et 365 fenêtre, rappelant les suddivisions de l'année.

## Politique et administration

### Découpage territorial
La commune se trouve dans l'arrondissement de Saint-Omer du département du Pas-de-Calais

#### Commune et intercommunalités
Moulle était membre de la communauté d'agglomération de Saint-Omer, un établissement public de coopération intercommunale (EPCI) à fiscalité propre créé en 2001 et auquel la commune avait transféré un certain nombre de ses compétences, dans les conditions déterminées par le code général des collectivités territoriales. Cette structure intercommunale succédait au district de la région de Saint-Omer, auquel Moulle avait adhéré en 1972.
Dans le cadre des dispositions de la loi portant nouvelle organisation territoriale de la République du 7 août 2015, qui prévoit que les établissements publics de coopération intercommunale (EPCI) à fiscalité propre doivent avoir un minimum de 15 000 habitants, cette intercommunalité a fusionné avec ses voisines pour former, le janvier 2017, la communauté d'agglomération du Pays de Saint-Omer, dont est désormais membre la commune. Cette communauté d'agglomération du Pays de Saint-Omer regroupe 53 communes et compte 104 937 habitants en 2021.

#### Circonscriptions administratives
La commune faisait partie depuis 1801 du canton de Saint-Omer-Nord. Dans le cadre du redécoupage cantonal de 2014 en France, cette circonscription administrative territoriale a disparu, et le canton n'est plus qu'une circonscription électorale.
Pour les élections départementales, la commune fait partie depuis 2014 du canton de Saint-Omer

#### Circonscriptions électorales
Pour l'élection des députés, elle fait partie de la huitième circonscription du Pas-de-Calais.

### Élections municipales et communautaires

#### Liste des maires
| Période                                  | Période                    | Identité         | Étiquette | Qualité                                                                                     |
| ---------------------------------------- | -------------------------- | ---------------- | --------- | ------------------------------------------------------------------------------------------- |
| Les données manquantes sont à compléter. |                            |                  |           |                                                                                             |
|                                          |                            |                  |           |                                                                                             |
| avant 1875                               |                            | Jean Degrave     |           | Conseiller d'arrondissement de Saint-Omer-Nord Chevalier de la Légion d'honneur             |
|                                          |                            |                  |           |                                                                                             |
| 1934                                     |                            | Fernand Canler   |           | Croix de guerre Chevalier du Mérite agricole                                                |
|                                          |                            |                  |           |                                                                                             |
| octobre 1962                             |                            | André Duval      |           | Cultivateur                                                                                 |
|                                          |                            |                  |           |                                                                                             |
| 1971 ou avant                            |                            | Eugène Dereuder  |           | Retraité de l'Éducation                                                                     |
|                                          |                            |                  |           |                                                                                             |
|                                          | 2003                       | Bernard Béclin   |           | Médecin                                                                                     |
| 2003                                     | juin 2024 ,                | Marc Thomas,     | UMP       | Agriculteur Mandat écourté après la démission d'une partie du conseil municipal élu en 2023 |
| juin 2024                                | En cours (au 21 juin 2024) | Véronique Briois |           |                                                                                             |

## Équipements et services publics
La commune disposant d'une bibliothèque municipale, d'un bureau de poste, d'une boulangerie, d'une école, d'une pharmacie, d'un ambulancier, de trois médecins, d'un kinésithérapeute, d'un dentiste, d'un orthophoniste, d'une banque, et de trois campings[réf. nécessaire].

### Eau et déchets
Le champ captant de Houlle-Moulle produit chaque année 17 millions de mètres cubes d'eau potable destinés en grande partie à l'agglomération de Dunkerque. Il exploite la nappe de la craie.

### Enseignement
Les enfants de la commune sont scolarisés à l'école publique Jules-Ferry ou à l'école privée Notre-Dame.

### Postes et télécommunications
Moulle dispose d'une agence postale communale, en mairie.

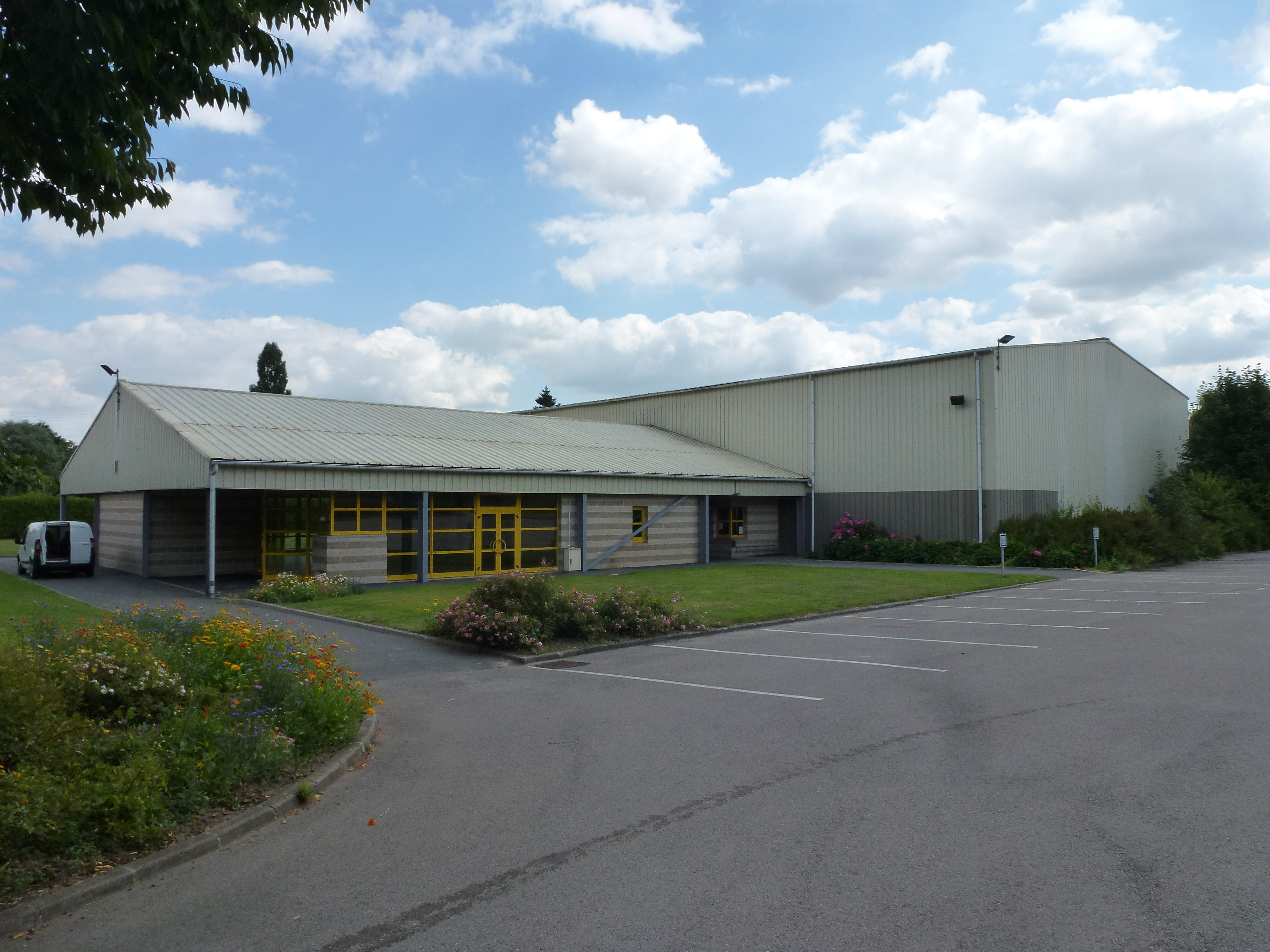
La salle polyvalente.
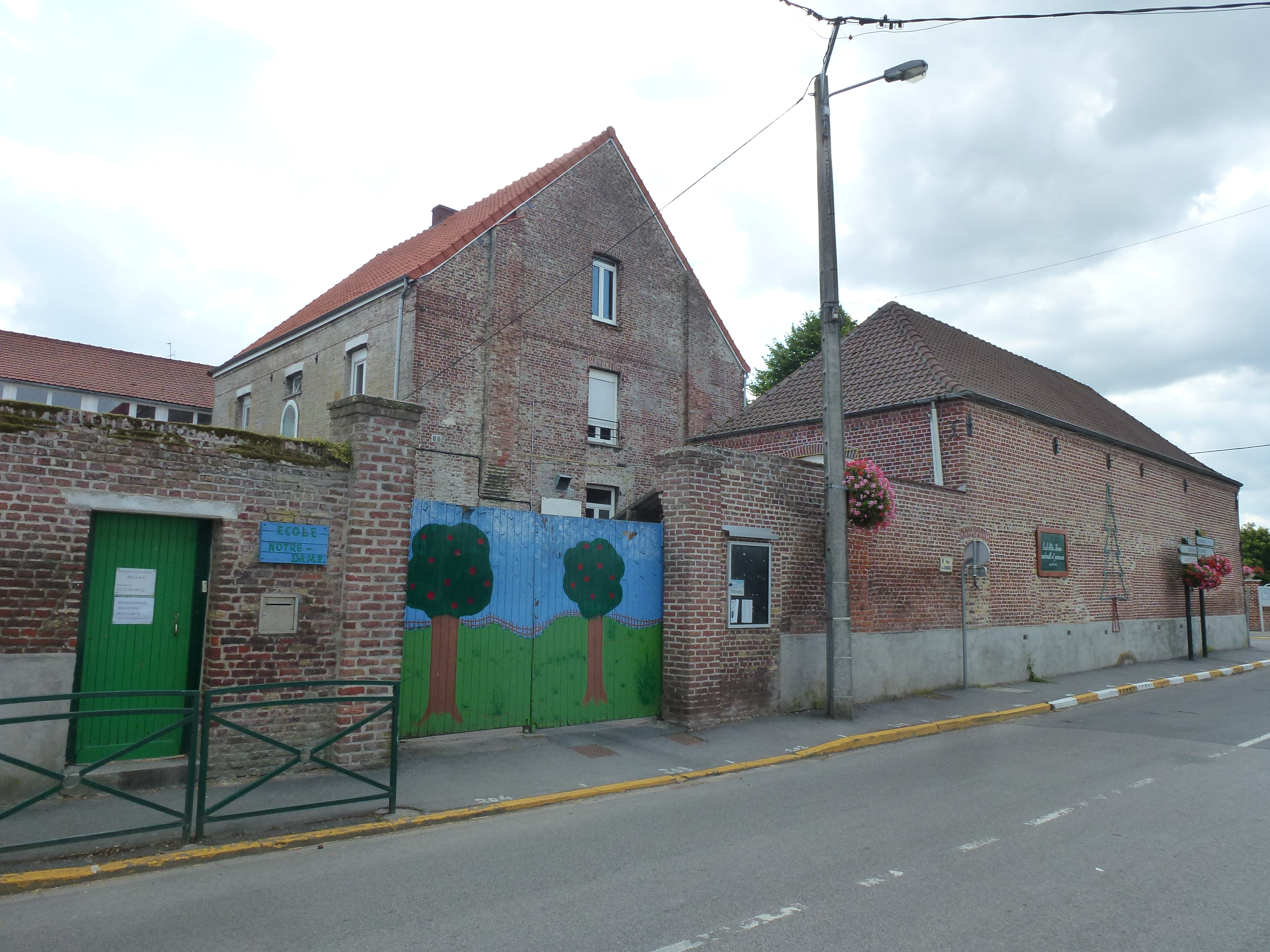
L'école Notre-Dame.

## Population et société

### Démographie
Les habitants sont appelés les Moullois.

#### Évolution démographique
L'évolution du nombre d'habitants est connue à travers les recensements de la population effectués dans la commune depuis 1793. Pour les communes de moins de 10 000 habitants, une enquête de recensement portant sur toute la population est réalisée tous les cinq ans, les populations de référence des années intermédiaires étant quant à elles estimées par interpolation ou extrapolation. Pour la commune, le premier recensement exhaustif entrant dans le cadre du nouveau dispositif a été réalisé en 2004.

En 2022, la commune comptait 1 166 habitants, en évolution de +5,05 % par rapport à 2016 (Pas-de-Calais : −0,72 %, France hors Mayotte : +2,11 %).
| 1793 | 1800 | 1806 | 1821 | 1831 | 1836 | 1841 | 1846  | 1851  |
| ---- | ---- | ---- | ---- | ---- | ---- | ---- | ----- | ----- |
| 507  | 597  | 713  | 813  | 900  | 960  | 992  | 1 017 | 1 167 |

| 1856  | 1861  | 1866  | 1872  | 1876  | 1881  | 1886  | 1891  | 1896  |
| ----- | ----- | ----- | ----- | ----- | ----- | ----- | ----- | ----- |
| 1 209 | 1 260 | 1 406 | 1 368 | 1 350 | 1 473 | 1 482 | 1 498 | 1 110 |

| 1901  | 1906 | 1911 | 1921 | 1926 | 1931 | 1936 | 1946 | 1954 |
| ----- | ---- | ---- | ---- | ---- | ---- | ---- | ---- | ---- |
| 1 010 | 972  | 879  | 846  | 844  | 754  | 756  | 768  | 763  |

| 1962 | 1968 | 1975 | 1982 | 1990 | 1999 | 2004 | 2006 | 2009 |
| ---- | ---- | ---- | ---- | ---- | ---- | ---- | ---- | ---- |
| 814  | 802  | 762  | 828  | 853  | 909  | 919  | 900  | 955  |

| 2014  | 2019  | 2022  | - | - | - | - | - | - |
| ----- | ----- | ----- | - | - | - | - | - | - |
| 1 066 | 1 131 | 1 166 | - | - | - | - | - | - |

#### Pyramide des âges
En 2018, le taux de personnes d'un âge inférieur à 30 ans s'élève à 35,8 %, soit en dessous de la moyenne départementale (36,7 %). De même, le taux de personnes d'âge supérieur à 60 ans est de 22,8 % la même année, alors qu'il est de 24,9 % au niveau départemental.
En 2018, la commune comptait 575 hommes pour 549 femmes, soit un taux de 51,16 % d'hommes, largement supérieur au taux départemental (48,50 %).
Les pyramides des âges de la commune et du département s'établissent comme suit.
| Hommes | Classe d’âge | Femmes |
| ------ | ------------ | ------ |
| 0,3    | 90 ou +      | 0,9    |
| 5,0    | 75-89 ans    | 6,7    |
| 15,0   | 60-74 ans    | 17,6   |
| 21,2   | 45-59 ans    | 21,0   |
| 20,9   | 30-44 ans    | 19,7   |
| 16,1   | 15-29 ans    | 12,7   |
| 21,4   | 0-14 ans     | 21,4   |

| Hommes | Classe d’âge | Femmes |
| ------ | ------------ | ------ |
| 0,5    | 90 ou +      | 1,6    |
| 5,6    | 75-89 ans    | 8,9    |
| 16,7   | 60-74 ans    | 18,1   |
| 20,2   | 45-59 ans    | 19,2   |
| 18,9   | 30-44 ans    | 18,1   |
| 18,2   | 15-29 ans    | 16,2   |
| 19,9   | 0-14 ans     | 17,9   |

### Cultes
La communauté catholique de la commune fait partie de la paroisse Sainte Mère Théresa en Morinie, relevant du doyenné de la Morinie et du diocèse d'Arras

## Culture locale et patrimoine

### Lieux et monuments
- L'église Saint-Nicolas, construite entre 1840 et 1842 sur le site d'un édifice précédent.
L'église est dotée d'un orgue réalisé par Arnold Heidenreich offert par le propriétaire du  château de Moulle[57].
- Le monument aux morts, surmonté d'une croix de guerre[58].

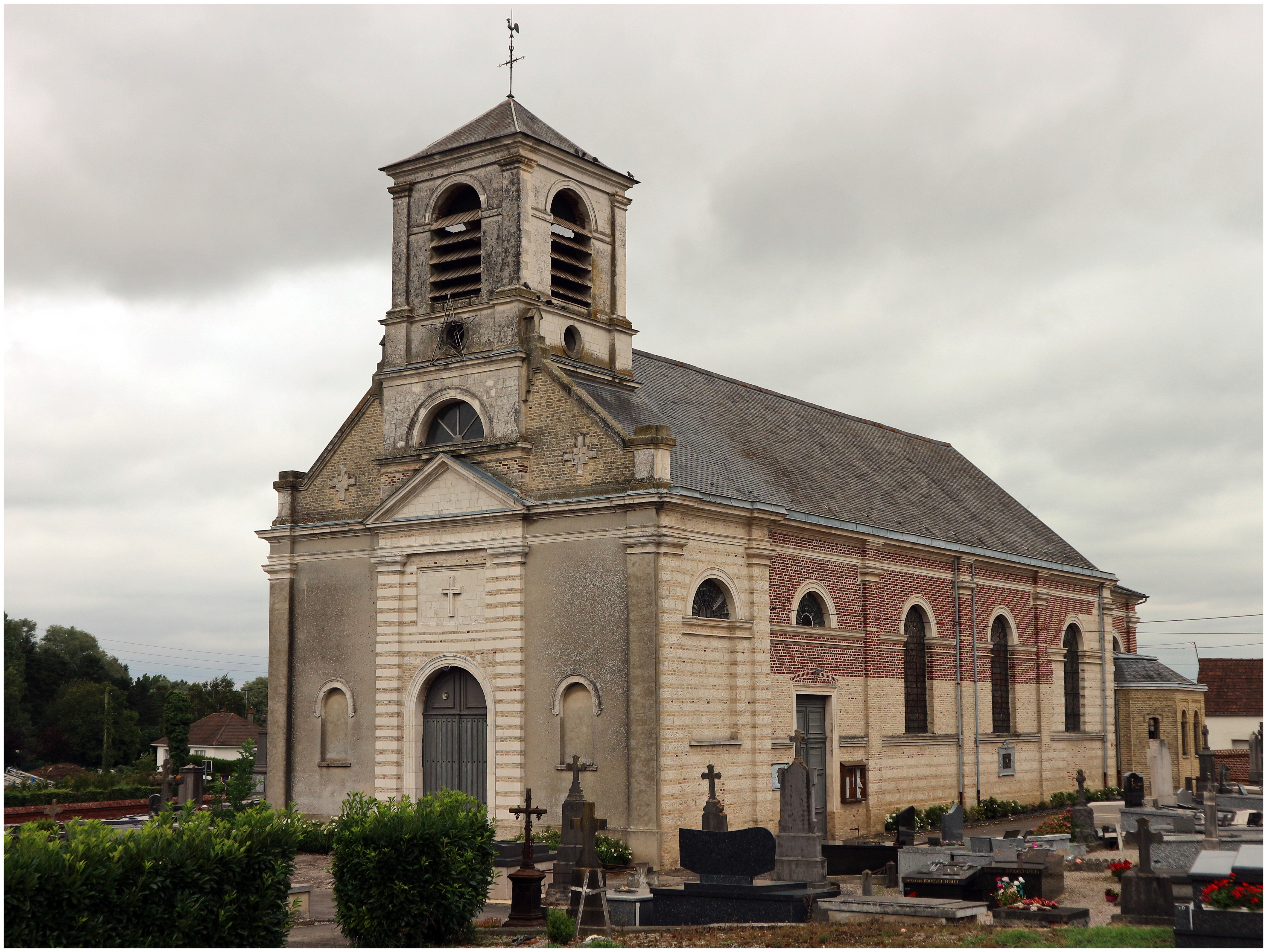
L'église...
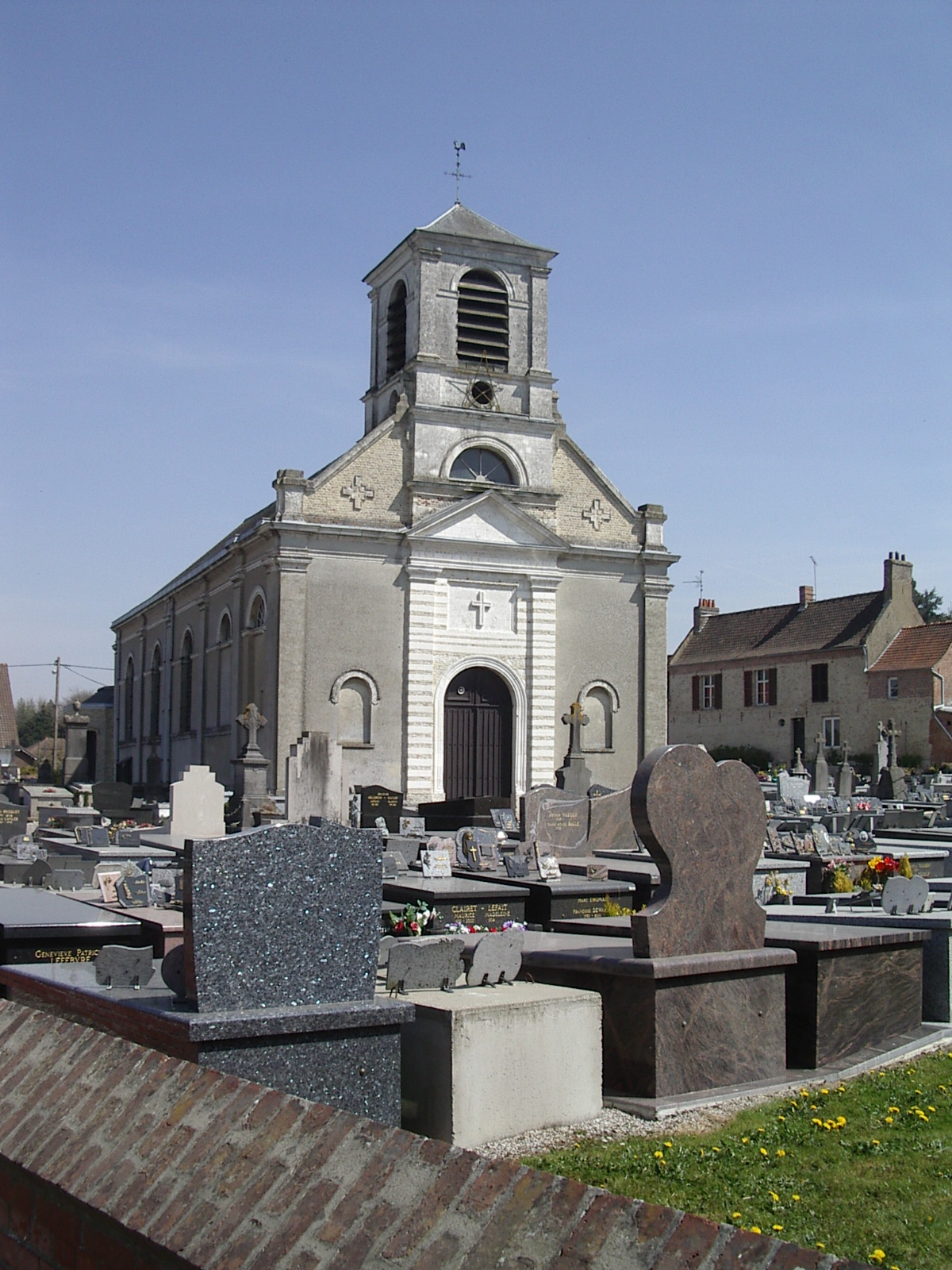
... et sa façade.
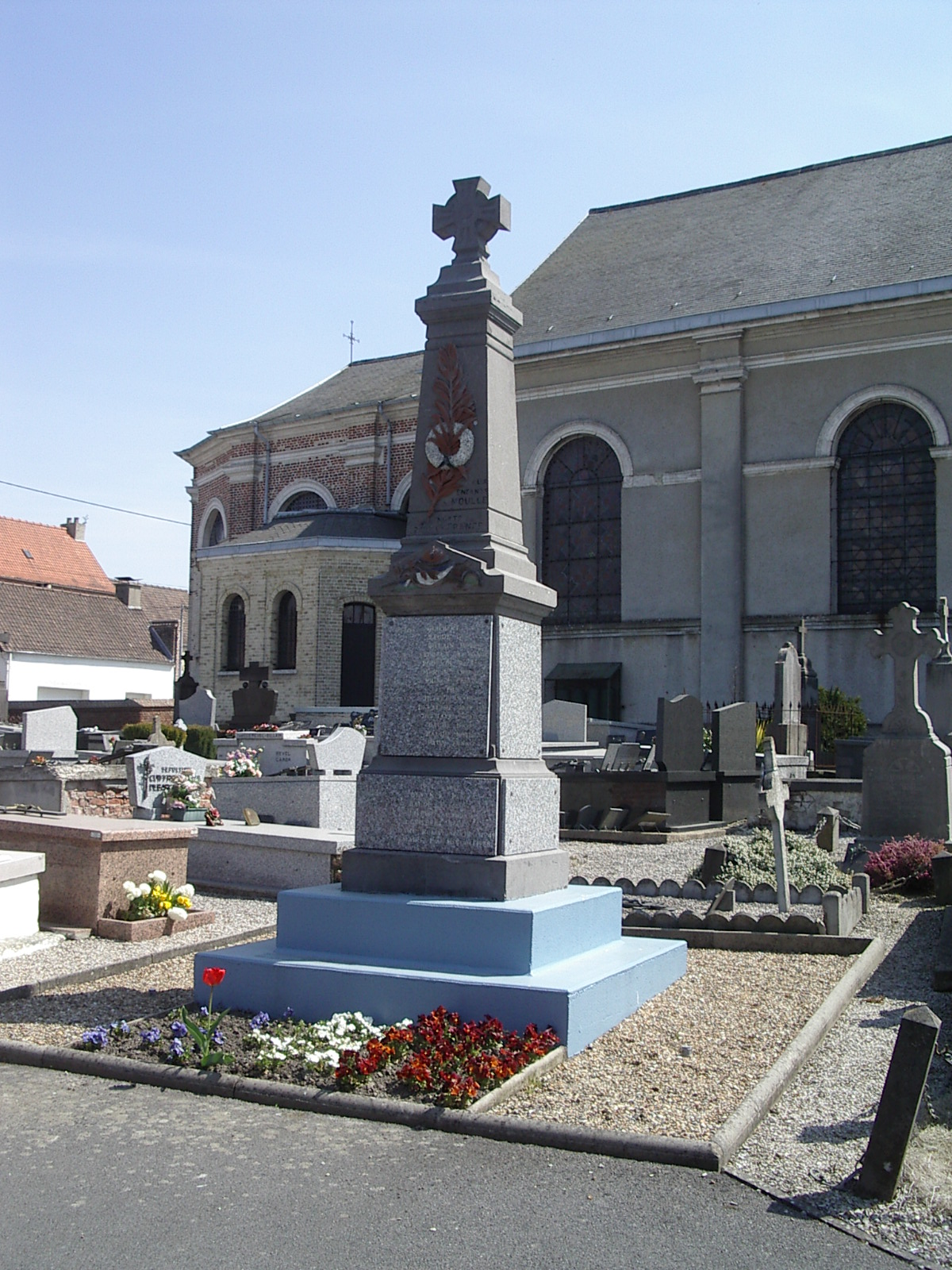
Le monument aux morts.
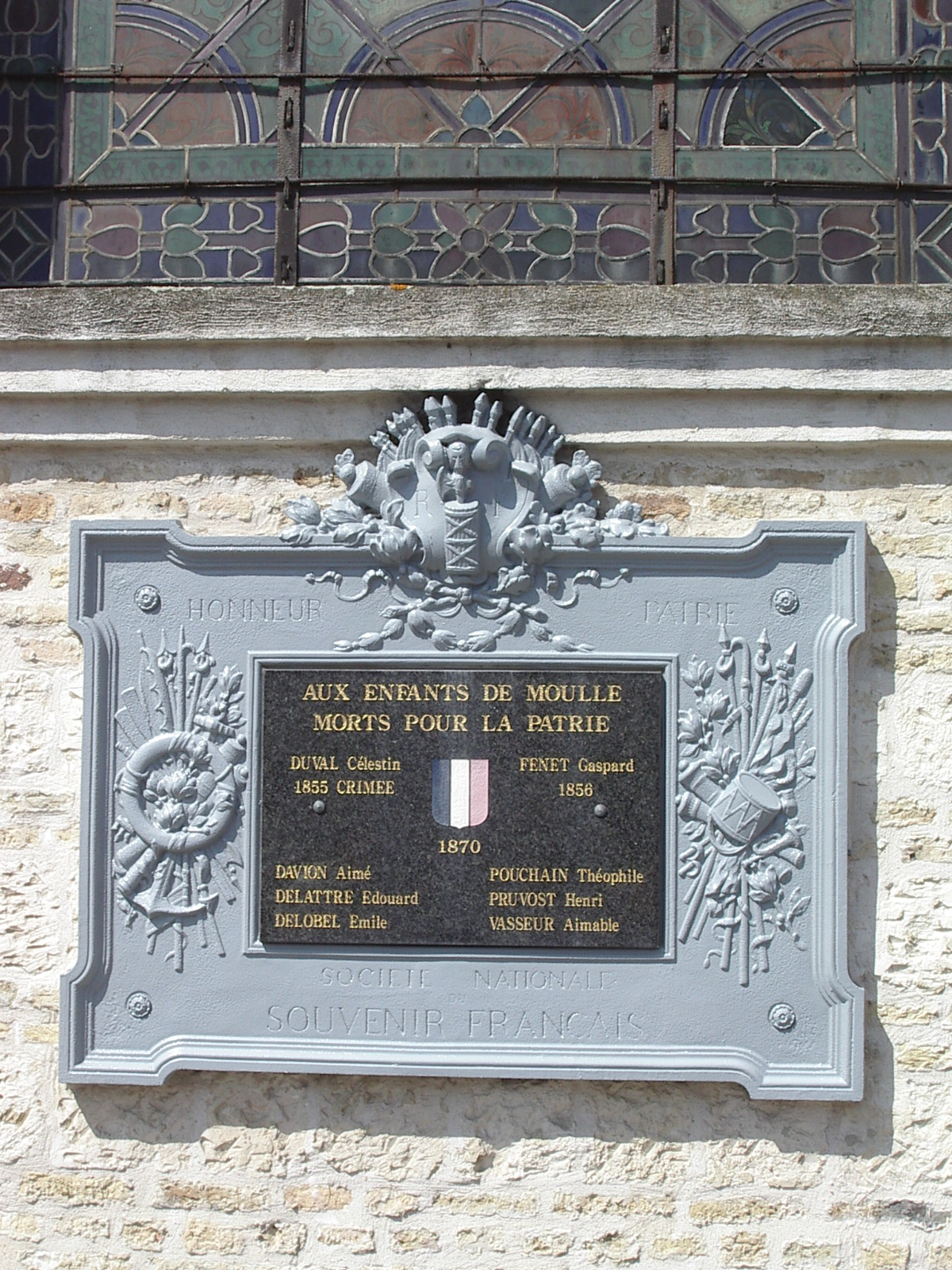
La plaque commémorative des morts de la guerre de Crimée et de 1870.

### Personnalités liées à la commune
- Georges Bellanger (1861-1902), prêtre déclaré vénérable, y est mort et inhumé.

### Héraldique
| Blason de Moulle | Blason  | D'azur au sautoir d'or chargé en cœur d'une croisette ancrée de gueules, cantonné en chef et en pointe de deux arcs posés en fasce à la flèche encochée du même, aux flancs d'un épi de blé tigé et feuillé aussi d'or. |
| Blason de Moulle | Détails | La croix ancrée est celle de la famille de Rabodanges, qui portait « écartelé : d'or à la croix ancrée de gueules, et de gueules à trois coquilles d'or », et dont étaient issus d'anciens seigneurs de Moulle. Les arcs rappellent l'ancienne compagnie d'archers locale. Enfin, les épis de blé sont pour la vocation agricole du village. Adopté le 2 mars 1984. |

## Pour approfondir

#### Bases de données, dictionnaires et encyclopédies
- Ressources relatives à la géographie :   - Insee (communes)
  - Ldh/EHESS/Cassini
- Ressource relative à plusieurs domaines :   - Annuaire du service public français
- Notices d'autorité :   - BnF (données)